# Свенська ікона Богородиці
Свенська ікона Богородиці — найдавніша зі збережених ікона Іконописної школи Києво-Печерського монастиря. Зображено Богородицю, яка сидить на троні, тримаючи на колінах Христа Емануїла, обабіч — святі Антоній Печерський і Феодосій Печерський із розгорнутими сувоями в руках. Ікона зберігалася у Свенському Успенському монастирі поблизу Брянська (нині місто в РФ), із 1925 — у Третьяковській галереї (Москва). Зафіксований у XVIII столітті монастирський переказ стверджує, що 1288 року її надіслано з Києво-Печерського монастиря брянському князеві Роману Михайловичу, якому від неї повернувся зір. Ситуацію тлумачено так, ніби посланець князя чекав, поки намалюють ікону, тому її традиційно датували 1288 роком. Стилістичні ознаки дають підстави вбачати в ній пам'ятку малярської школи Києво-Печерського монастиря часів святого Алімпія (кінець XI — початок XII століття). Від Свенської ікони Богородиці веде початок українська іконографія святих Антонія і Феодосія Печерських.